# Warcabnik szantawiec
Warcabnik szantawiec (Carcharodus floccifera) – motyl dzienny z rodziny powszelatkowatych.

## Wygląd
Rozpiętość skrzydeł od 28 do 34 mm. Dymorfizm płciowy słabo zaznaczony.

## Siedlisko
Kwieciste wilgotne łąki oraz ekstensywnie użytkowane pastwiska na obrzeżach lasów; polany.

## Biologia i rozwój
Wykształca jedno pokolenie w roku (czerwiec-lipiec). Rośliny żywicielskie: bukwica zwyczajna, czyściec leśny, szanta zwyczajna. Jaja barwy ciemnobrunatnej składane są pojedynczo na wierzchniej stronie liści rośliny żywicielskiej. Larwy zimują u podstawy rośliny.

## Rozmieszczenie geograficzne
Gatunek śródziemnomorski, w Polsce ma jedynie kilka stanowisk w południowej i północno-wschodniej części kraju, m.in. w Puszczy Białowieskiej. Gatunek zanikający.